# گوتیرز

شهر گوتیرز در کوندینامارکا

گوتیرز (انگلیسی: Gutiérrez, Cundinamarca) شهری در کلمبیا در بخش کوندینامارکا با ۳٬۴۸۹ نفر مجعیت است.